# Jan Romeo Pawłowski
Mons. Jan Romeo Pawłowski (* 23. listopadu 1960, Biskupiec) je polský římskokatolický kněz, arcibiskup a apoštolský nuncius.

## Život
Narodil se 23. listopadu 1960 v Biskupieci.
Navštěvoval základní a střední školu v Toruni. Roku 1979 vstoupil do Vyššího kněžského semináře v Hnězdně. Na Teologické fakultě v Poznani získal titul z teologie. Dne 1. června 1985 přijal kněžské svěcení z rukou kardinála Józefa Glempy. Po vysvěcení působil jako farní vikář v Bydgoszczi a jako sekretář biskupa Jana Wiktora Nowaka.
V letech 1987-1991 studoval na Papežské univerzitě Gregoriana v Římě, kde získal doktorát z kanonického práva a pote studoval diplomacii na Papežské církevní akademii.
Dne 1. července 1991 vstoupil do diplomatických služeb Svatého stolce a stal se sekretářem apoštolské nunciatury v Konžské republice, Středoafrické republice a v Čadu (1991-1994). Roku 1993 mu papež Jan Pavel II. udělil titul Kaplana Jeho Svatosti. Poté působil v sekretariátu apoštolské nunciatury v Thajsku (1994–1997) a také v Brazílii (1997–1999) a Francii (1999–2002). Od roku 2002 působil ve Státním sekretariátu v Sekci pro vztahy se státy. Roku 2005 mu byl udělen titul Preláta Jeho Svatosti.
Dne 18. března 2009 jej papež Benedikt XVI. jmenoval apoštolským nunciem v Konžské republice a Gabonu a udělil mu titul titulárního arcibiskupa ze Sejn. Biskupské svěcení přijal 30. dubna 2009 z rukou kardinála Tarcisia Bertoneho a spolusvětiteli biskup Jan Tyrawa a arcibiskup Alfio Rapisarda.
Dne 7. prosince 2015 jej papež František jmenoval delegátem pro papežská diplomatická zastoupení Státního sekretariátu.
Dne 17. prosince 2020 byl jmenován sekretářem pro papežská diplomatická zastoupení Státního sekretariátu.
Dne 1. prosince 2022 jej papež František ustanovil apoštolským nunciem v Řecku.
Hovoří italsky, francouzsky, rusky, anglicky, německy a portugalsky.